# Crema (Italië)
Crema is een stad in de Noord-Italiaanse provincie Cremona (regio Lombardije). Het is een typische middelgrote stad (met 33.723 inwoners per 31-07-2023) in de centrale Povlakte. De stad ligt op de rechteroever van de rivier de Serio die uit de Orobische Alpen komt.
De zone rondom Crema is al sinds duizenden jaren bewoond. De stichting van de stad liet echter tot de zesde eeuw op zich wachten. Tijdens hun vlucht voor de Longobarden kwamen de inwoners van de streek op deze strategische plek bij elkaar. In de middeleeuwen werd de stad door de Venetiaanse Republiek overheerst. Uit deze tijd dateert de stadsmuur die nog steeds het centrum van Crema beschermt.
Het Piazza del Duomo vormt het hart van de stad. Hieraan staan de kathedraal, het stadhuis en het Palazzo Pretorio waarop een beeld van de Leeuw van Venetië staat. Het stadshart, met zijn wirwar van straatjes, is goed bewaard gebleven doordat Crema zich altijd buiten de stadsmuren heeft uitgebreid.
Op een kilometer afstand van de stad ligt het sanctuarium Santa Maria della Croce uit de vijftiende eeuw, een goed voorbeeld van Venetiaanse architectuur.

## Geboren in Crema
- Tegenpaus Paschalis III (±1110-1168), geboren als Guido van Crema
- Francesco Cavalli (1602-1676), componist
- Giovanni Bottesini (1821-1889), contrabassist, componist en dirigent
- Luigi Manini (1848-1936), architect en decorontwerper
- Riccardo Ferri (1963), voetballer
- Ivan Quaranta (1974), wielrenner
- Alessio Tacchinardi (1975), voetballer
- Miriam Vece (1997), baan- en wegwielrenster
- Alessandro Plizzari (2000), voetballer